# Циевна (река)
Циевна (алб. Cem Selcit, черног. Цијевна) — река на западе Балканского полуострова, протекает по территории Албании и Черногории. Длина реки — 62 км. Площадь её водосборного бассейна — 368 км². Среднегодовой расход воды — 23 м³/с.
Берёт начало албанских Альпах в горах Проклетье, в Албании. Высота истока — 1240 м над уровнем моря. Впадает в реку Морача. Высота устья — 10 м над уровнем моря.
Питание снеговое и дождевое. Весеннее половодье обычно невелико, но дождевые паводки достигают значительных размеров.
В реке водится 22 вида рыб, в том числе такие как лосось, угорь. На реке построен ряд малых ГЭС. Воды используются для орошения. Недалеко от того места, где река Циевна сливается с Морачей, находится живописный водопад.

## См.также
- География Черногории